# Omer Golan
Omer Golan (hebreo: עומר גולן; Jolón, 4 de octubre de 1982) es un futbolista israelí que juega en el Maccabi Petah-Tikvah F.C. de la primera división del fútbol israelí (Ligat Ha'al). Este delantero también forma parte del combinado nacional de Israel, y fue tentado por el Sheffield United.

## Selección nacional
Ha sido internacional con la Selección de fútbol de Israel, ha jugado 37 partidos internacionales y ha anotado 8 goles.

## Clubes
| Club                 | País    | Año       |
| -------------------- | ------- | --------- |
| Maccabi Petah-Tikvah | Israel  | 2000-2007 |
| KSC Lokeren          | Bélgica | 2008-2010 |
| Maccabi Petah-Tikvah | Israel  | 2010-     |

## Palmarés

### Campeonatos nacionales
| Título    | Club                 | País   | Año  |
| --------- | -------------------- | ------ | ---- |
| Copa Toto | Maccabi Petah-Tikvah | Israel | 2004 |